# Wall Drawings

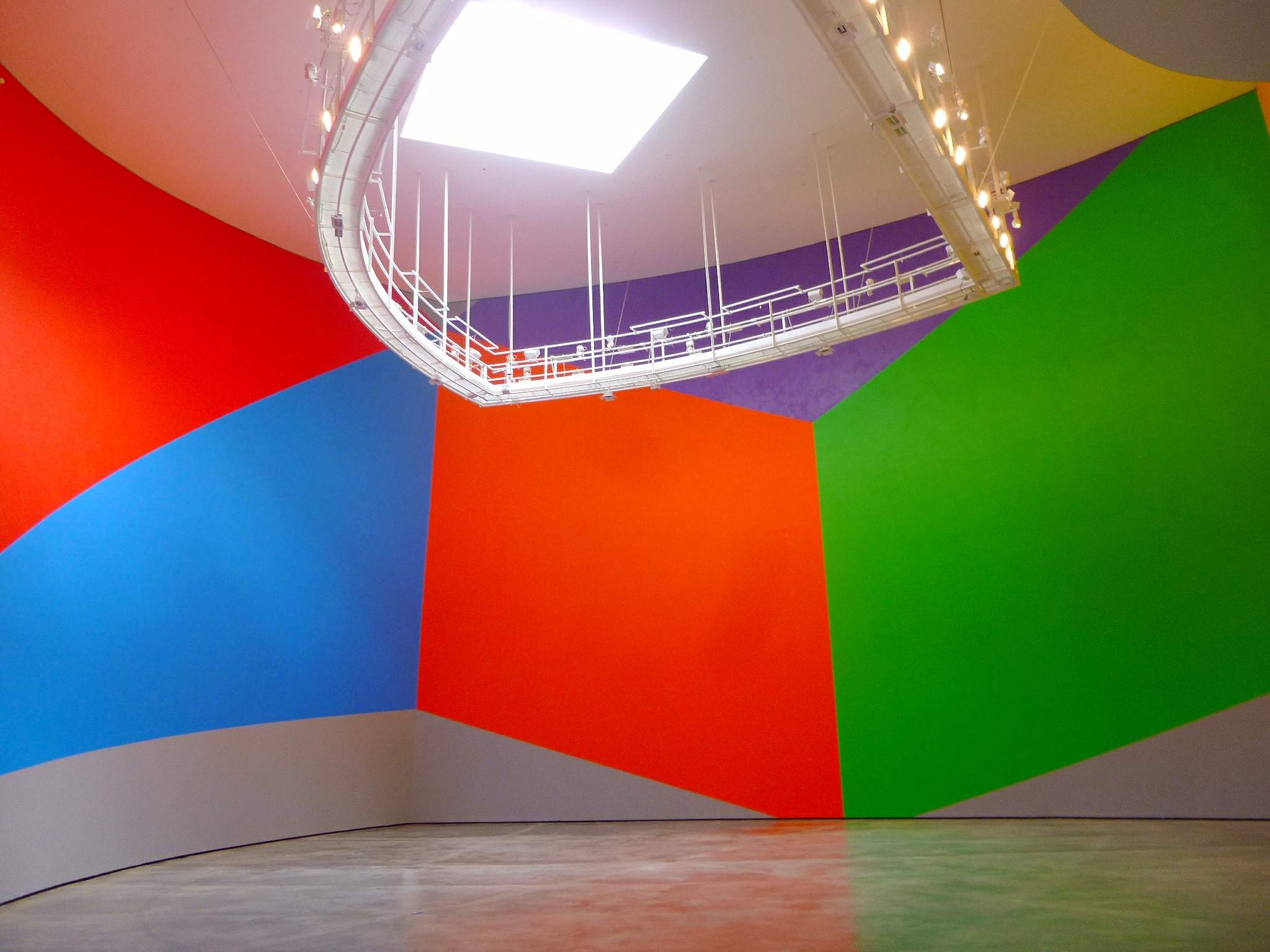
Détail de Wall Drawing #831 (Geometric Forms), réalisée pour le musée Guggenheim de Bilbao en 1997 (peinture acrylique sur mur).

Wall Drawings est une série d'œuvres de l'artiste conceptuel américain Sol LeWitt, initiée en 1968 et poursuivie jusqu'à sa mort en 2007.

## Caractéristiques
Comme leur nom anglais l'indique (littéralement « dessins muraux »), les Wall Drawings sont des œuvres bidimensionnelles exécutées sur un mur. Les matériaux employés sont le graphite pour les réalisations les plus anciennes, la craie de cire, le crayon de couleur, l'encre de Chine colorée, la peinture acrylique ou d'autres matériaux encore. Les sujets représentés sont abstraits et diffèrent d'une œuvre à l'autre : permutations sérielles de carrés hachurés, combinaisons d'arcs et de lignes de couleurs différentes, aplats polygonaux, etc. Au total, LeWitt crée plus de 1270 Wall Drawings en près de 40 ans. Les titres suivent une désignation systématique : « Wall Drawing # », suivie d'un numéro d'œuvre puis éventuellement d'une précision la caractérisant. Par exemple, Wall Drawing #1268: Scribbles: Staircase (AKAG) est un ensemble (numéroté 1268) de « griffonnages » de graphite sur le mur d'un escalier.
Conformément à sa démarche conceptuelle, les Wall Drawings ne sont généralement pas réalisés par Sol LeWitt lui-même : il rédige des instructions spécifiques et des diagrammes permettant à des assistants, collègues artistes, collectionneurs ou employés de musées d'exécuter eux-mêmes les œuvres murales, copiant et agrandissant les diagrammes sur le mur lui-même. Chaque ensemble d'instructions est accompagné d'un certificat d'authenticité, garantissant l'unicité de l'œuvre. Les œuvres peuvent être installées, démontées et réinstallées en un autre endroit, autant de fois que nécessaire. Si déplacée, le nombre de murs ne doit changer qu'en s'assurant que les proportions du diagrammes d'origine sont conservées. Les Wall Drawings, exécutés in situ, n'existent généralement que pour la durée d'une exposition, donnant aux œuvres dans leur forme physique une qualité éphémère.
Par exemple, dans Wall Drawing #122, installée pour la première fois en 1972 au Massachusetts Institute of Technology, l'instruction de réalisation décrit « toutes les combinaisons de deux lignes se croisant, placées au hasard, utilisant des arcs depuis les coins et les côtés, des lignes droites, courbes et brisées » ; l'œuvre, une fois réalisée, conduit à 150 combinaisons qui se déploient sur les murs de la galerie. Conçue en 1995, Wall Drawing #792: Black rectangles and squares occupe deux étages de la Barbara Gladstone Gallery (en) à Bruxelles et consiste en des rectangles noirs agencés selon une grille irrégulière.
Pour LeWitt, la démarche conceptuelle est plus importante que l'œuvre créée. Il s'en explique ainsi en 1969 : « Une fois que l'idée de l'œuvre est définie dans l'esprit de l'artiste et la forme finale décidée, les choses doivent suivre leur cours. Il peut y avoir des conséquences que l'artiste ne peut imaginer. Ce sont des idées qui sont à considérer comme des travaux d'art qui peuvent en entraîner d'autres... » En 1971, il observe : « chaque personne trace une ligne différemment et chaque personne comprend les mots différemment. »

## Historique
En octobre 1968, Sol LeWitt crée son premier Wall Drawing pour l'inauguration de la Paula Cooper Gallery (en) à New York, lors d'une exposition collective au bénéfice du comité de mobilisation étudiante pour la fin de la guerre au Vietnam. Il s'explique ainsi en 1970 : « Je désirais créer une œuvre d'art qui soit aussi bidimensionnelle que possible : il paraît plus naturel de travailler à même le mur plutôt que de prendre un accessoire, de le travailler, puis de l'accrocher au mur. » L'œuvre ne porte pas de nom (elle est cataloguée par la suite comme Wall Drawing #1: Series II 14 (A & B)) ; il s'agit de deux compositions carrées, comprenant chacune 16 trames tracées au graphite.
Entre 1969 et 1970, LeWitt réaliste quatre « Drawings Series », qui partent d'un carré divisé en quatre parties égales, chacune comprenant l'une des quatre trames de bases utilisées par l'artiste (verticale, horizontale, diagonale gauche, diagonale droite), et sur lequel est appliqué 4 fois une transformation : « rotation » (Drawings Series I), « miroir » (Drawings Series II), « croisement et miroir inversé » (Drawings Series III), « croisement inversé » (Drawings Series IV).
LeWitt, qui s'est installé à Spolète en Italie à la fin des années 1970, attribue sa transition du crayon aux aplats de couleur à sa rencontre avec les fresques de Giotto, Masaccio et autres peintures florentins. À la fin des années 1990 et au début des années 2000, il crée des Wall Drawings à l'aide de peinture acrylique aux couleurs fortement saturées. Comme toujours, leurs formes qui semblent presque aléatoires sont tracées suivant un ensemble de règles strictes : par exemple, les bandes sont de taille standardisée et aucune section d'une couleur ne peut en toucher une autre de la même couleur.
En 2005, LeWitt commence une série qu'il intitule « scribble » (littéralement, « gribouillage ») car elle nécessite de remplir des zones en griffonnant les murs avec du graphite. Les gribouillages apparaissent en six densités différentes, indiquées sur les diagrammes de l'artiste/ Les variations de densité produisent un effet tridimensionnel. La plus grande œuvre de cette série, Wall Drawing #1268, est exposée à la galerie d'art Albright-Knox.

## Exemples
Des Wall Drawings sont en permanence exposés aux endroits suivants :
- Allemagne :
  - Berlin : ambassade des États-Unis

- États-Unis : 
  - Akron : Akron Art Museum (2007)
  - Armonk : siège social de Swiss Re Americas
  - Atlanta : hôtel de ville (en) (Wall Drawing #581, 1989/90)
  - Buffalo : galerie d'art Albright-Knox (Wall Drawing #1268: Scribbles: Staircase (AKAG), 2006/2010)[4]
  - Cambridge : Green Center for Physics, Massachusetts Institute of Technology (Bars of Colors Within Squares (MIT), 2007)
  - Hartford : Wadsworth Atheneum
  - New York : 
    - AXA Center (1984–85[17])
    - Conrad Hotel (en) (Loopy Doopy (Blue and Purple), 1999[17])
    - Musée juif de New York (Wall Drawing #599: Circles 18, 1989/2013[17])
    - Station 59th Street – Columbus Circle

  - Oberlin : John Pearson's House
  - Springfield : United States Courthouse (Wall Drawing #1259: Loopy Doopy (Springfield), 2008)

- France :
  - Noisiel : Ferme du Buisson (Walldrawing #649, œuvre murale dans le cadre du 1% artistique de la réhabilitation de la Ferme du Buisson à Noisiel en janvier 1991[18]. Il s'agit de la première œuvre murale pérenne de l'artiste en France[19]. Elle a été restaurée en 2011[18])
  - Nice : musée d'art moderne et d'art contemporain (Wall Drawing #1004: Arcs, 2002[20])
  - Vez : Donjon de Vez

- Pays-Bas :
  - Leeuwarden (Wall drawing 621, 1989, détruit en 2017[21])